# Цна (приток Припяти)
Цна (бел. Цна) — река в Беларуси, протекает по территории Брестской области, левый приток Припяти.

## Происхождение названия
По версии М. Фасмера, название Цна происходит от *Тъсна, как и Тосна. В качестве языковых параллелей он предлагает древне-прусское tusna — «тихий», авестийское tušna, tušni — «тихий», и древнеиндийское tūṣṇī́m — «тихо», а также слово с другой ступенью чередования — тушить. Вариант происхождения гидронима от из *Дьсна и сближение с Десна́ считается менее вероятным. Согласно В. Н. Топорову и О. Н. Трубачеву название реки Цна имеет балтское происхождение. Считается, что гидроним претерпел такую эволюцию: *Тъсна < балтск. *Tusna. Балтский первоисточник указывается как др.-прусск. tusnan «тихий». Однако они считали, что приток Оки Цна (одна из рек, носящих это название) другого происхождения.

## Физико-географическая характеристика
Длина реки — 126 км, площадь водосборного бассейна — 1130 км². Среднегодовой расход воды в устье — 7,23 м³/с. Истоки реки находятся в болотах около деревни Гайнинец Ляховичского района, река протекает по Припятскому Полесью по территории Ганцевичского и Лунинецкого районов Брестской области, впадая в Припять. Ширина реки в нижнем течении до 10 м. Пойма шириной 500—1000 м.
На протяжении 54 км река канализирована. На реке расположен город Ганцевичи.